# Jean-Michel Lucenay
Jean-Michel Lucenay (* 25. dubna 1978 Fort-de-France, Martinik) je francouzský sportovní šermíř afrokaribského původu, který se specializuje na šerm kordem.
Francii reprezentuje s přestávkami od roku 2001. S francouzským družstev vybojoval tituly mistra světa a Evropy. V roce 2016 byl náhradníkem francouzského družstva kordistů, které vybojovalo zlatou olympijskou medaili. Členem francouzského družstva byl jako náhradník už na olympijských hrách v roce 2008. Do bojů však nezasáhl a nedostal zlatou olympijskou medaili, kterou jeho kolegové z družstva vybojovali. V individuálních soutěžích dostává pravidelně příležitost na mistrovství Evropy. V roce 2010 získal titul mistra Evropy.